# PEFC
PEFC (Programme for the Endorsement of Forest Certification) är en icke vinstdrivande organisation som arbetar för att främja ett långsiktigt hållbart skogsbruk. Organisationen grundades för drygt 20 år sedan av familjeskogsbruken i Sverige och övriga nordiska länder tillsammans med Tyskland, Österrike och Frankrike. Idag har PEFC vuxit till att bli världens största certifieringssystem för hållbart skogsbruk.
Ett hållbart skogsbruk är ett skogsbruk som ligger i linje med de internationella principerna för hållbar utveckling. Det innebär ett skogsbruk som både är långsiktigt ekonomiskt, ekologiskt och socialt hållbart. Forest Europe och FN:s jordbruksorganisation (FAO) har definierat det så här:
”Förvaltning och nyttjande av skog och skogsmark på ett sådant sätt, och i en sådan takt att dess biologiska mångfald, produktivitet, föryngringskapacitet, vitalitet och förmåga att både nu och i framtiden fylla viktiga ekologiska, ekonomiska och sociala funktioner på lokal, nationell och global nivå bevaras, utan att andra ekosystem skadas.”
Men hållbart skogsbruk är inte något statiskt tillstånd. Snarare en process där metoder är under ständig utveckling. Vart femte år bjuds därför alla aktörer som på något sätt berörs av skogsbruket in för att tillsammans utveckla riktlinjerna för det hållbara skogsbruket. Bland de inbjudna hittar man exempelvis de mindre familjeskogsbruken, skogsentreprenörerna, facket, friluftslivet, samerna och rennäringen, de större skogsbolagen, miljöorganisationer och många fler. Utvecklingsarbetet, den sk standardrevisionen, är en demokratisk process där allas åsikter förs fram och jämkas ihop. Processen är transparent och arbetet publiceras löpande på PEFC:s webbsida.